# 天启 (南诏)
天启（840年－859年）是南诏勸豐祐的年号，共计20年。阮元聲《南詔野史》修訂本記載「太和五年（832年），王改元天啟」有誤，當是「開成五年（840年），王改元天啟」。

## 纪年對照表
| 天启 | 元年   | 二年   | 三年   | 四年   | 五年   | 六年   | 七年   | 八年   | 九年   | 十年   |
| ---- | ------ | ------ | ------ | ------ | ------ | ------ | ------ | ------ | ------ | ------ |
| 公元 | 840年  | 841年  | 842年  | 843年  | 844年  | 845年  | 846年  | 847年  | 848年  | 849年  |
| 干支 | 庚申   | 辛酉   | 壬戌   | 癸亥   | 甲子   | 乙丑   | 丙寅   | 丁卯   | 戊辰   | 己巳   |
| 天启 | 十一年 | 十二年 | 十三年 | 十四年 | 十五年 | 十六年 | 十七年 | 十八年 | 十九年 | 二十年 |
| 公元 | 850年  | 851年  | 852年  | 853年  | 854年  | 855年  | 856年  | 857年  | 858年  | 859年  |
| 干支 | 庚午   | 辛未   | 壬申   | 癸酉   | 甲戌   | 乙亥   | 丙子   | 丁丑   | 戊寅   | 己卯   |

## 同期存在的其他政权年号
- 中國
  - 開成（836年－840年）：唐朝—唐文宗李昂之年號
  - 会昌（841年－846年）：唐朝—唐武宗李炎之年号
  - 大中（847年－860年）：唐朝—唐宣宗李忱之年號
  - 咸和（831年－857年）：渤海—渤海宣王大彝震之年號
- 日本
  - 承和（834年－848年）：平安時代—仁明天皇之年號
  - 嘉祥（848年－851年）：平安時代—仁明天皇、文德天皇之年號
  - 仁壽（851年－854年）：平安時代—仁明天皇、文德天皇之年號
  - 齊衡（854年－857年）：平安時代—文德天皇之年號
  - 天安（857年－859年）：平安時代—文德天皇、清和天皇之年號
  - 貞觀（859年－877年）：平安時代—清和天皇、陽成天皇之年號